# Куп Југославије у фудбалу 1963/64.
Куп Југославије у фудбалу 1963/64. је такмичење у коме је учествовало укупно 2445 екипа. У завршницу се пласирало 16 клубова (и то 7 из Србије, 4 из Хрватске, 2 из Босне и Херцеговине и по један клуб из Црне Горе, Македоније и Словеније).
Завршно такмичење је почело 22. априла 1964. и трајало је до 24. маја 1964. када је одиграно финале.

## Осмина финала
| Утак. | Клуб, Место        | Резултат | Клуб, Место           |
| ----- | ------------------ | -------- | --------------------- |
| 1.    | Хајдук Сплит       | 1:4      | Црвена звезда Београд |
| 2.    | Пролетер Зрењанин  | 1:0      | Војводина Нови Сад    |
| 3.    | Нови Сад           | 1:0      | Сарајево              |
| 4.    | Олимпија Љубљана   | 2:0      | Славонија Осијек      |
| 5.    | Вележ Мостар       | 3:4      | Победа Прилеп         |
| 6.    | Динамо Загреб      | 5:1      | Ријека                |
| 7.    | Раднички Ниш       | 2:7      | Партизан Београд      |
| 8.    | Будућност Титоград | 1:0      | Жељезничар Ниш        |

## Четрвртфинале
| Утак. | Клуб, Место           | Резултат       | Клуб, Место        |
| ----- | --------------------- | -------------- | ------------------ |
| 1.    | Црвена звезда Београд | 4:1 (1:1, 1:1) | Пролетер Зрењанин  |
| 2.    | Нови Сад              | 3:2            | Олимпија Љубљана   |
| 3.    | Победа Прилеп         | 0:5            | Динамо Загреб      |
| 4.    | Партизан Београд      | 3:2            | Будућност Титоград |

## Полуфинале
| Утак. | Клуб, Место           | Резултат | Клуб, Место      |
| ----- | --------------------- | -------- | ---------------- |
| 1.    | Црвена звезда Београд | 2:1      | Нови Сад         |
| 2.    | Динамо Загреб         | 7:2      | Партизан Београд |

## Финале
| Утак. | Клуб, Место           | Резултат | Клуб, Место   |
| ----- | --------------------- | -------- | ------------- |
| 1.    | Црвена звезда Београд | 3:0      | Динамо Загреб |

| Победник Купа Југославије у фудбалу 1963/64. |
| -------------------------------------------- |
| ФК Црвена звезда 6. титула.                  |

| Домаћи клуб                           | Резултат | Гостујући клуб |
| ------------------------------------- | --- | --- |
| Црвена звезда Београд                 | 3 - 0 | Динамо Загреб |
| Датум                                 | 24. мај, 1964. | 24. мај, 1964. |
| Стадион                               | Стадион Црвена звезда, Београд | Стадион Црвена звезда, Београд |
| Гледалаца                             | 60.000 | 60.000 |
| Судија                                | Александар Шкорић (Београд) | Александар Шкорић (Београд) |
| ФК Црвена звезда (тренер: Миша Павић) | Мирко Стојановић, Владимир Дурковић, Живорад Јефтић, Војислав Мелић, Милан Чоп, Владица Поповић, Драган Џајић, Душан Маравић, Зоран Прљинчевић, Слободан Шкрбић, Бора Костић | Мирко Стојановић, Владимир Дурковић, Живорад Јефтић, Војислав Мелић, Милан Чоп, Владица Поповић, Драган Џајић, Душан Маравић, Зоран Прљинчевић, Слободан Шкрбић, Бора Костић |
| НК Динамо (тренер: Милан Антолковић)  | Златко Шкорић, Никола Бенцо, Адем Касумовић, Рудолф Белин, Влатко Марковић, Жељко Перушић, Зденко Кобешћак, Славен Замбата, Здравко Рауш, Стјепан Ламза, Лука Липошиновић    | Златко Шкорић, Никола Бенцо, Адем Касумовић, Рудолф Белин, Влатко Марковић, Жељко Перушић, Зденко Кобешћак, Славен Замбата, Здравко Рауш, Стјепан Ламза, Лука Липошиновић    |
| Стрелци                               | 1-0 Прљинчевић, 35', 2:0 Јефтић 48', 3:0 Џајић 70' | 1-0 Прљинчевић, 35', 2:0 Јефтић 48', 3:0 Џајић 70' |

## Резултати победника Купа Југославије 1963/64. уКупу победника купова 1964/65
Овогодишњи победник купа Црвена звезда, освојила је дупли круну (првенство и куп) па је играла у Лиги шампиона, у Купу купова играо финалиста купа загребачки Динамо.
| Ранг         | Клуб            | Држава   | укупан рез. | Држава | Клуб          | 1. утак. | 2. утак. |
| ------------ | --------------- | -------- | ----------- | ------ | ------------- | -------- | -------- |
| Прво коло    | АЕК Атина       | Грчка    | 2:3         | СФРЈ   | Динамо Загреб | 2:0      | 0:3      |
| Друго коло   | Стеауа Букурешт | Румунија | 1:5         | СФРЈ   | Динамо Загреб | 1:3      | 0:2      |
| Четвртфинале | Торино          | Италија  | 3:2         | СФРЈ   | Динамо Загреб | 1:1      | 2:1      |